# Natività della Vergine (Ghirlandaio)
 Natività della Vergine è un affresco del pittore rinascimentale italiano Domenico Ghirlandaio. Dipinto tra il 1486-1490 circa, si trova nella Cappella Tornabuoni, nella Basilica di Santa Maria Novella, a Firenze.

## Descrizione e stile
Nel medioevo era diffusa la rappresentazione di vari episodi della Vita della Vergine, tratti Vangelo, alcuni anche dai Vangeli apocrifi, come raccolti nella Leggenda aurea di Jacopo da Varazze.
Anna e Gioacchino, genitori di Maria, dopo molti anni di matrimonio non riuscivano a concepire figli. 
Visto che la concezione di Maria fu immacolata, cioè priva della lussuria del peccato originale, il tutto accadde con un semplice abbraccio della coppia, sotto la Porta d'Oro, a Gerusalemme.
Questo episodio è accennato, nel dipinto in oggetto, nell'abbraccio che si nota in cima alle scale, sul lato sinistro. Secondo la suddetta leggenda, fu esattamente in quel modo che Sant'Anna rimase incinta e nove mesi dopo diede alla luce la Vergine Maria.
La Natività della Beata Vergine Maria veniva a volte rappresentata nelle opere pittoriche del tempo come una scena ambientata in lussuosi interni borghesi, come in questo caso. Il tema dell'abbraccio di Anna e Gioacchino ricorre spesso nelle antiche icone russe e greche.